# Киараз
«Киараз» — абхазский Футбольный клуб из города Пицунда. Выступал Чемпионат Абхазии по футболу. Основан в 1980 году. Обладатель Кубка и победитель Чемпионата Абхазии по футболу.

## История
Клуб основан в 1980 году А. З. Антелава и С. Б. Джакония.
Президентом клуба «Киараз» с 1987 г. по 1999 г. был Валерий Андреевич Логуа, внесший немалый вклад в развитие и становление команды.
Последний раз клуб принимал участие в чемпионате в 2013 году.

## Достижения в национальных первенствах

### Чемпионат Абхазии по футболу
| Сезон | Результат |
| ----- | --------- |
| 1990  | 3-е место |
| 1995  | Чемпион   |
| 1996  | 2-е место |
| 1997  | Чемпион   |
| 2004  | Чемпион   |
| 2007  | 3-е место |
| 2009  | 3-место   |

### Кубок Абхазии по футболу
| Сезон | Результат  |
| ----- | ---------- |
| 1996  | финал      |
| 1997  | финал      |
| 2003  | финал      |
| 2004  | Победитель |
| 2009  | финал      |